# 1. FC Germania Egestorf/Langreder
El 1. FC Germania Egestorf/Langreder es un equipo de fútbol de Alemania que juega en la Niedersachsenliga, una de la ligas que conforman la quinta división de fútbol en el país.

## Historia
Fue fundado el 16 de marzo de 2001 en la ciudad de Bansinghausen en la Baja Sajonia luego de la fusión de los equipos locales TSV Egestorf y TSV Langreder con el fin de hacer una gran institución deportiva.
Tras iniciar en la sétima categoría en la temporada 2002/03, el club empezó a crecer, obteniendo ascensos hasta que en la temporada 2011/12 logró ascender a la Oberliga por primera vez.
En la temporada 2015/16 el club acabó segundo en su zona, con lo que se aseguraron el ascenso a la Regionalliga por primera vez en su historia, y también al haber sido finalista de la copa regional, jugarían en la Copa de Alemania por primera vez.
En la Copa de Alemania de la temporada 2018/19 fue eliminado en la primera ronda por el TSG 1899 Hoffenheim de la Bundesliga con marcador de 0-6, mientras que su participación en la cuarta división fue de tres temporadas luego de que terminaran en el lugar 16 entre 18 equipos, regresando a la Oberliga para la temporada 2019/20.

## Palmarés
- Landesliga Hannover: 1

2011–12